# Route 16 (Uruguay)
Pour les articles homonymes, voir Route 16.
La route 16 (espagnol : ruta 16) est l'une des routes nationales de l'Uruguay. Elle traverse la zone centre-ouest du département de Rocha.

## Désignations
La route 16 a une désignation pour chaque section. Par la loi 18209 du 3 décembre 2007, cette route a été désignée sous le nom de « Camino de los Indios », dans le tronçon compris entre la ville de Castillos et sa jonction avec la route 14. Aussi, par la loi 18375 du 17 octobre 2008, elle a été désignée avec le nom de « Chasque Francisco de los Santos », le tronçon entre la jonction avec la route 10 et la jonction avec la route 9,.

## Parcours
Cette route a une longueur totale de 49 km, séparée en deux tronçons, le premier d'entre eux naît dans la station balnéaire Aguas Dulces sur la côte de l'océan Atlantique, et relie cette station à la ville de Castillos, terminant ce tronçon à la jonction avec la route 9. Le deuxième tronçon commence dans la zone nord de la ville de Castillos, à partir de la rue Molina, et se dirige vers le nord jusqu'à sa jonction avec la route 14. 